# Trevor Philips
Trevor Philips é um personagem ficcional e um dos protagonistas de Grand Theft Auto V, um jogo eletrônico parte da série Grand Theft Auto produzida pela Rockstar Games. Ele é um dos três protagonistas do jogo, junto com Michael De Santa e Franklin Clinton. Ele é interpretado pelo ator Steven Ogg, que realizou captura de movimento e dublagem para o personagem.
A Rockstar baseou a aparência de Trevor em Ogg, enquanto que sua personalidade foi inspirada em Charles Bronson. O co-roteirista de Grand Theft Auto V, Dan Houser, descreveu o personagem como movido puramente pelo desejo e rancor. Os projetistas deram a Trevor mais emoções para fazer com que os jogadores se importassem com ele. O personagem é mostrado como se importando genuinamente com aquelas pessoas próximas, apesar de suas ações psicopatas.
Trevor é considerado um dos personagens mais controversos da história dos jogos eletrônicos. Ele foi criticado por muitos críticos e jogadores por suas ações e personalidade violentas, porém também elogiado por se encaixar no mundo do jogo. Seu desenho e personalidade levaram a comparações com outros personagens de jogos e filmes, como o Coringa do filme The Dark Knight. Muitos críticos acharam que Trevor era um personagem incrível e simpático, também acreditando que era um dos poucos protagonistas da série que realizaria por vontade própria ações populares dos jogadores, como mortes e violência.

## Desenvolvimento
Dan Houser, co-roteirista de Grand Theft Auto V, explicou que Trevor "apareceu para a Rockstar basicamente vindo do nada como a personificação de outro lado da criminalidade. Se Michael foi concebido para ser a ideia de alguma versão de controle criminoso. E o cara que não fazia isso?" Ele mais tarde descreveu o personagem como "a pessoa que é movida puramente pelo desejo e rancor, nenhum pensamento para com o amanhã, completamente movido pelo id ao invés do ego". Houser afirmou que Trevor "mata sem remorso, como um verdadeiro psicopata, porém muito sentimental pelas razões certas quando lhe convém".
A Rockstar Games elaborou arquétipos de protagonistas de jogos eletrônicos enquanto escreviam os personagens; Trevor foi considerado a personificação da insanidade. Houser afirmou que a equipe caracterizou Michael e Trevor como justaposições um do outro, dizendo: "Michael é como um criminoso que deseja compartimentar e ser um cara legal as vezes, enquanto Trevor é um maníaco que não é hipócrita". Ele disse que os três protagonistas ajudariam a levar o enredo do jogo para um território mais original que seus predecessores, que tradicionalmente seguiam um único personagem subindo pelo submundo do crime. Trevor é interpretado pelo ator Steven Ogg. Durante o processo de seleção de elenco, Ogg sentiu uma química entre ele e o ator Ned Luke (que interpreta Michael), que ele achou que os ajudou a conseguir os papéis. Ogg disse: "Luke e eu imediatamente sentimos algo quando entramos na sala juntos". Apesar dos atores saberem que seus testes eram para a Rockstar, eles descobriram que estariam trabalhando em um título para a série Grand Theft Auto apenas depois de assinarem seus contratos. Ogg sentiu que a caracterização de Trevor evoluiu com o tempo, afirmando: "Nuances e traços de personalidade começaram a aparecer – seu andar, sua maneira de falar, suas reações, definitivamente informaram seu desenvolvimento ao longo do jogo".
Os atores começaram a trabalhar no jogo em 2010. Suas interpretações foram gravadas em sua maior parte através da tecnologia de captura de movimentos. Diálogos para cenas onde os personagens estavam em veículos conversando foram gravados em estúdios. Os atores consideraram suas interpretações não muito diferentes daquelas realizadas em filmes ou televisão por terem seus movimentos e diálogos gravados em um cenário. Seus diálogos foram escritos para não permitirem improvisação; entretanto, algumas pequenas mudanças foram feitas na interpretação com a aprovação dos diretores.

## Características
Trevor é mostrado em Grand Theft Auto V como um psicopata. Ele toma ações em maneiras psicóticas e implacáveis, matando sem sentir remorso, o personagem odeia motociclistas. Todavia ele é honesto sobre tudo e raramente mostra hipocrisia, que ele frequentemente salienta em outros. Ele aparentemente é bem inseguro sobre ter nascido no Canadá, ofendendo-se quando pessoas zombam de seu sotaque. Apesar de suas ações, Trevor mostra um grau de emoções incomum para sociopatas; ele parece se importar com aquelas pessoas que lhe são próximas, sendo verdadeiramente leal. Essas pessoas incluem sua mãe, Ashley Butler, Patricia Madrazo, Maude, Michael De Santa e seus filhos Tracey e Jimmy, Lamar Davis e Franklin Clinton. Ainda assim, Trevor é considerado pelos outros personagens como perigosamente instável; no prólogo, Michael leva Trevor para uma armadilha onde ele deveria ser baleado e morto, e mais tarde pede para Franklin declarar insanidade se algum dia for preso com Trevor. É implicado que muito pesa na consciência de Michael o conhecimento e extensão dos crimes de Trevor e a crença que sua depravação escalou sem ninguém para controlá-lo, tudo aliado ao seu próprio silêncio sobre a questão.
Ogg citou a atuação de Tom Hardy como Charles Bronson no filme Bronson como uma grande influência estilística na sua interpretação de Trevor. O ator refletiu que embora o personagem seja a personificação do arquétipo violento, psicopata e anti-herói de Grand Theft Auto, ele também queria que os jogadores simpatizassem com a história de Trevor: "Foi difícil obter outras emoções, e foi o maior desafio e é algo que significa muito para mim". Pelas habilidades, Trevor é muito bom em pilotagem aérea e é muito forte.

## Aparições

### Grand Theft Auto V
Trevor é canadense, tendo nascido pouco ao norte da fronteira com os Estados Unidos. Ele cresceu com um pai violento e uma mãe usuária de drogas. Trevor tinha um irmão chamado Ryan que morreu antes dos acontecimentos do jogo. Seu pai acabou abandonando-o em um shopping, que ele incendiou em retaliação. Esse crescimento aliado ao seu temperamento violento fez com que Trevor tornasse muito desequilibrado, levando a várias brigas na escola e um ataque contra uma professora. Trevor amava aviões e em algum momento de sua vida entrou no exército como piloto, porém rapidamente foi forçado a sair por não ter sido aprovado no exame psicológico. Posteriormente, Trevor cometeu crimes, com o primeiro sendo um pequeno roubo que o fez ficar na prisão por seis meses. Ele continuou suas atividades criminosas depois de sair, incluindo usar suas habilidades de pilotagem como traficante. Trevor eventualmente conheceu Michael Townley e ambos perceberam que queriam ganhar mais dinheiro realizando grandes assaltos, com os dois tornando-se bem sucedidos. Entretanto, a parceria começou a ruir quando Michael se casou com uma stripper chamada Amanda e começou a criar uma família.
Durante um dos assaltos com seu parceiro Brad Snider, Michael e Brad são baleados pela polícia e Trevor consegue fugir, acreditando que Michael morreu e que Brad foi preso. Trevor eventualmente vai morar em Sandy Shores, Blaine County, onde estabelece um pequeno negócio criminoso que ele chama de "Trevor Philips Industries", traficando armas e manufaturando metanfetamina, que ele espera transformar em um grande império. Trevor se cerca com dois amigos leais que ele sequestrou e fez uma lavagem cerebral chamados Ron Jakowski e Wade Hebert. Ele também entra em uma frágil trégua  com seus competidores, incluindo o The Lost MC liderado por Johnny Klebitz, a gangue Varrios Los Aztecas e os Irmãos O'Neil.
Trevor descobre nove anos depois do assalto que Michael fingiu sua morte, ficando tão assustado e enfurecido que ele quebra sua trégua e mata a maior parte de seus competidores em um surto de violência, uma sequência mortal que continua quando um importante acordo com os Triads chineses dá errado. Ele vai para Los Santos, toma o apartamento e arruína a vida de Floyd, primo de Wade, e se encontra com Michael que acabou assumindo o sobrenome De Santa. Depois de Michael lhe apresentar Franklin Clinton, os três realizam um assalto juntos. Trevor está determinado a roubar qualquer coisa protegida pela Consultoria de Segurança Merryweather, uma firma particular de segurança que ele odeia, porém frequentemente falha em suas tentativas. Trevor sequestra Patricia Madrazo, esposa do chefão Martin Madrazo, depois de não ser pago por um trabalho. Trevor acaba se apaixonando por devido a natureza maternal dela e seus próprios problemas de abandono, devolvendo-a depois de Michael muito insistir.
Trevor eventualmente descobre que Michael armou para ele e Brad, e também que Brad não está na cadeia mas sim no túmulo falso de Michael. Isso faz com que Trevor jure matar Michael, porém precisa dele vivo para um último assalto. Quando o assalto é bem sucedido, Trevor fica tão feliz que desiste de matar Michael, porém ainda o odeia.  Perto do final do jogo, Franklin recebe uma escolha: matar Trevor, matar Michael ou deixá-los viver e enfrentar os inimigos. Se a última opção é escolhida, Trevor mata Steve Haines antes de capturar Devin Weston, matando-o junto com Michael e Franklin. Trevor considera Michael mais uma vez seu amigo, porém um que odeia, com Michael aceitando. Se a primeira opção é escolhida, Franklin se encontra com Trevor antes de persegui-lo com Michael em uma usina. Trevor bate em um tanque e fica coberto de combustível, com tanto Franklin quanto Michael podendo incendiá-lo e matá-lo.  Se a segunda opção é a escolhida, Trevor termina todas suas relações com Franklin depois dele descobrir sobre a morte de Michael e diz para ficar longe dele.  Se Trevor e Michael forem poupados, eles continuam a sair com Franklin, com Trevor admitindo que exagerou em sua reação ao descobrir sobre Brad e refere-se a sua relação com Michael como amizade.